# Roi Morvan Communauté
Roi Morvan Communauté est une communauté de communes française, située dans le département du Morbihan, en région Bretagne.

## Histoire
La communauté de communes du pays du Roi Morvan (CCPRM) a été créée le 1er janvier 1999.
Elle a été nommée ainsi en l'honneur de l'un des premiers rois de la Bretagne unie, le roi Morvan, qui avait son camp sur les bords de l'Ellé (soit à Langonnet, soit à Priziac), et qui, au IXe siècle, s'opposa aux troupes de Louis le Débonnaire, fils et successeur de Charlemagne.
Elle fut précédée par le syndicat intercommunal de la Cornouaille morbihannaise et du pays Pourlet (créé en 1978), le CIDECOB[Quoi ?] et le GALCOB (groupe d'action locale du Centre Ouest Bretagne).
En 2013, la communauté de communes "Pays du Roi Morvan" a été renommée Roi Morvan Communauté et a changé de logo au même moment.

### Identité visuelle (logo)

Ancien logo de la Communauté de communes du pays du Roi Morvan de 1999 (?) à 2012.
Logo de Roi Morvan Communauté depuis 2013.

## Territoire communautaire

### Géographie

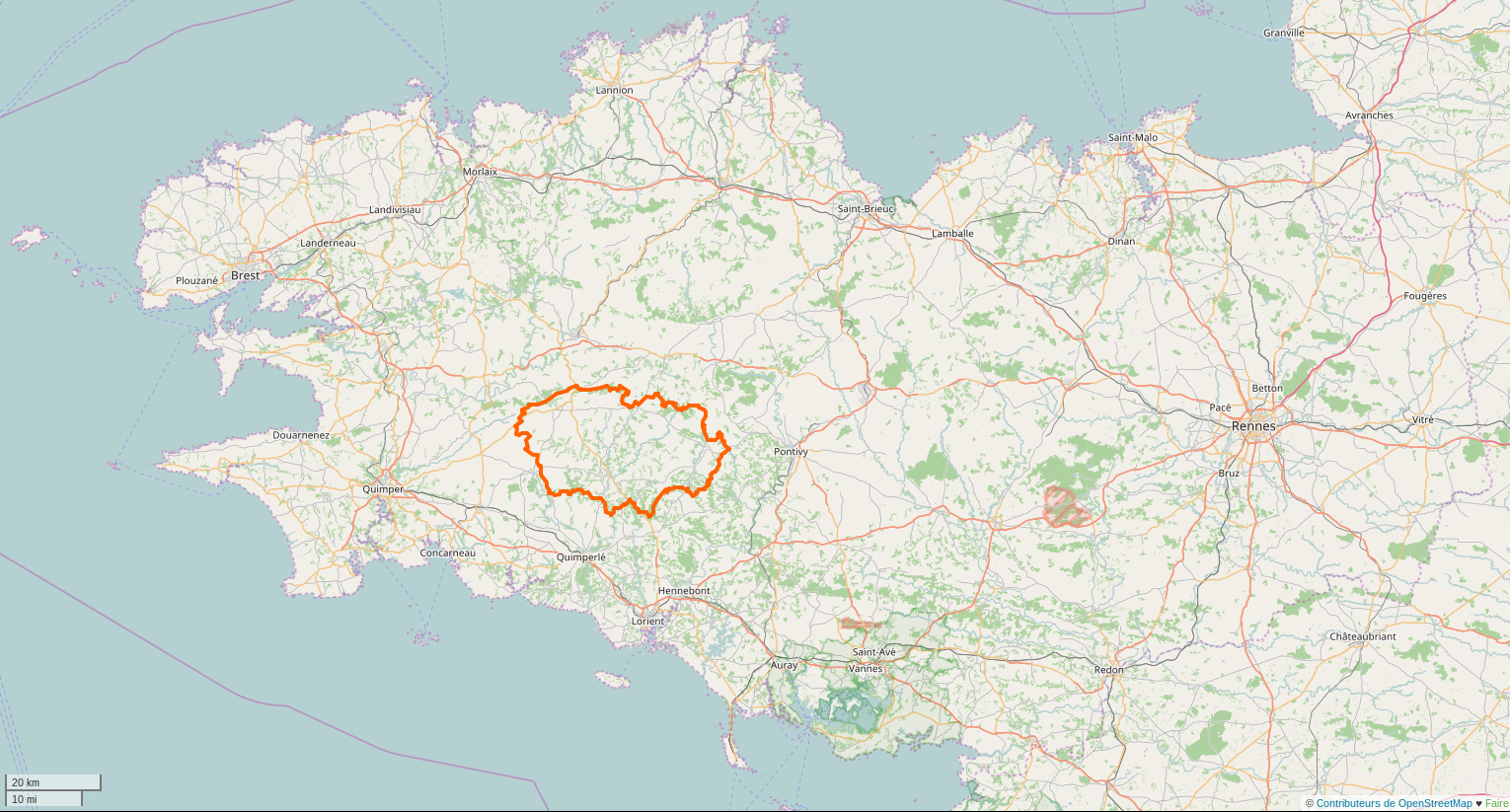
Carte des limites du territoire de Roi Morvan Communauté en Bretagne

Roi Morvan Communauté se situe à l'ouest du département du Morbihan, le long de la frontière nord-ouest du Finistère et des Côtes-d'Armor. Elle est centrée autour de Priziac.
Elle constitue l'une des dix intercommunalités du Pays Centre Ouest Bretagne. Au total, Roi Morvan Communauté est limitrophe de six intercommunalités.
| Communauté de communes de Haute Cornouaille | Poher communauté                 | Communauté de communes du Kreiz-Breizh, |

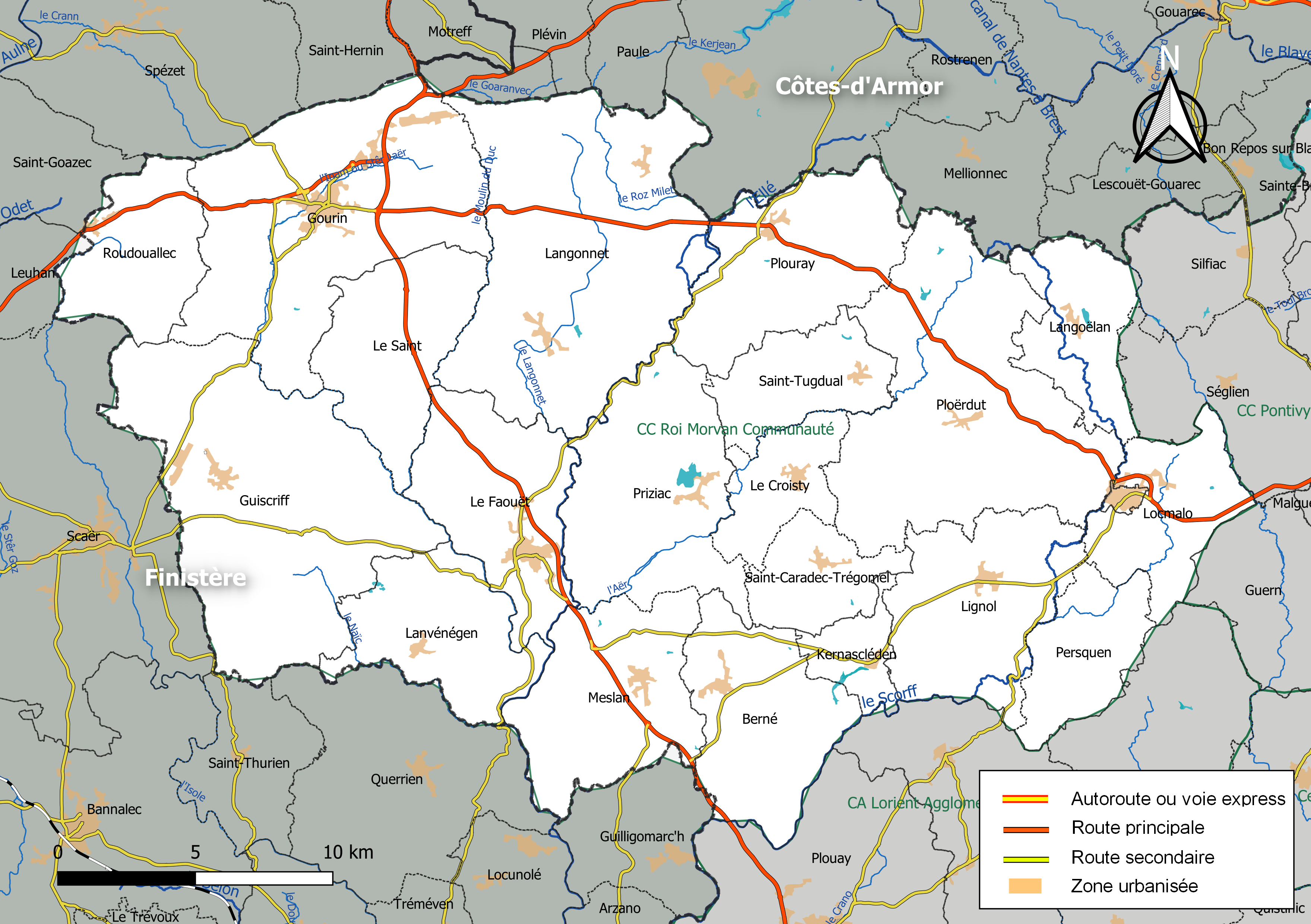
Carte de la communauté de communes Roi Morvan Communauté au 1er janvier 2019.

|                                             | Roi Morvan Communauté            | Pontivy Communauté                      |
| Quimperlé Communauté (Finistère)            | Quimperlé Communauté (Finistère) | Lorient Agglomération                   |

### Composition

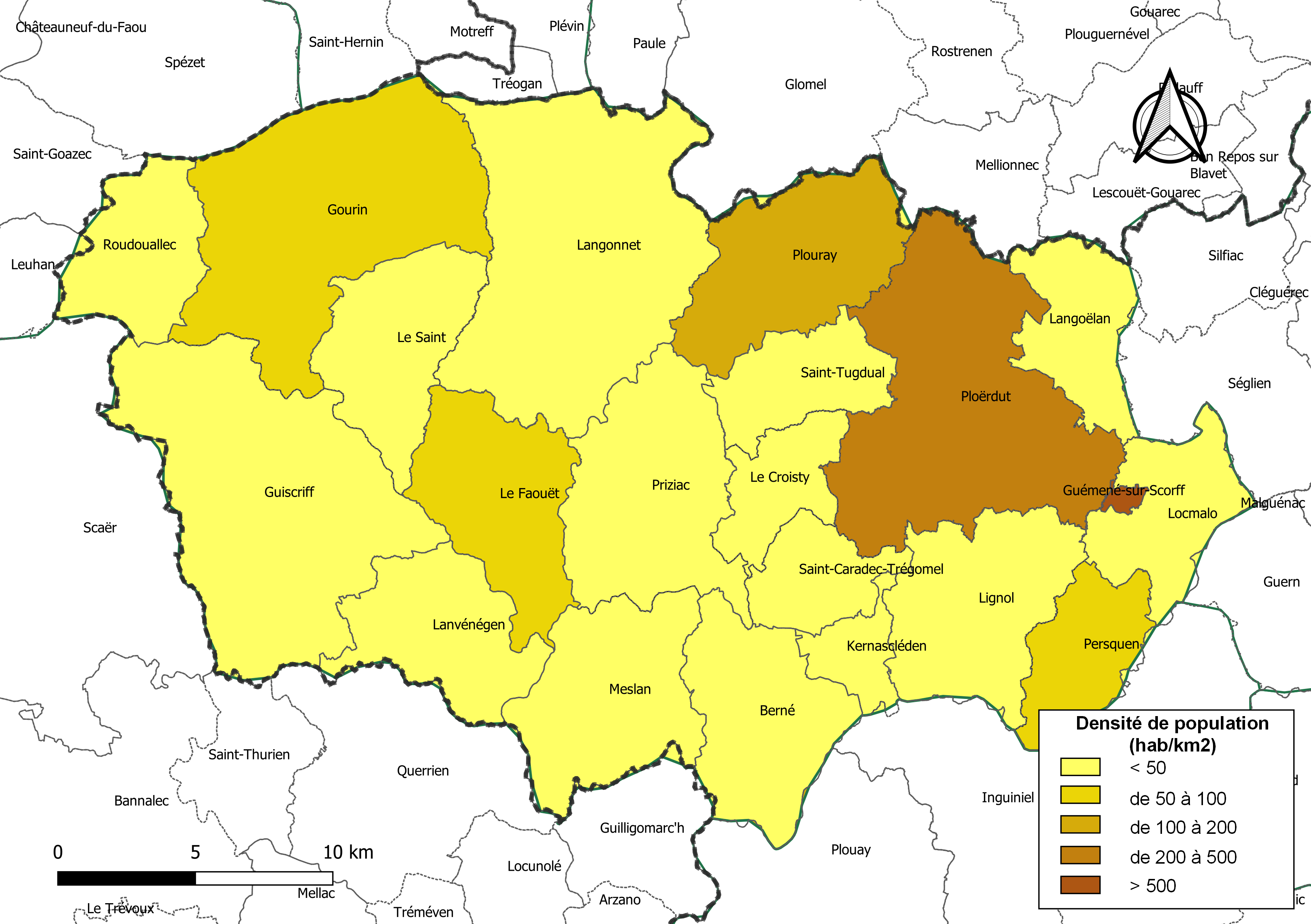
Carte des densités de population (millésimée 2016) des communes de l'intercommunalité Roi Morvan Communauté. Composition en communes au 1er janvier 2019.

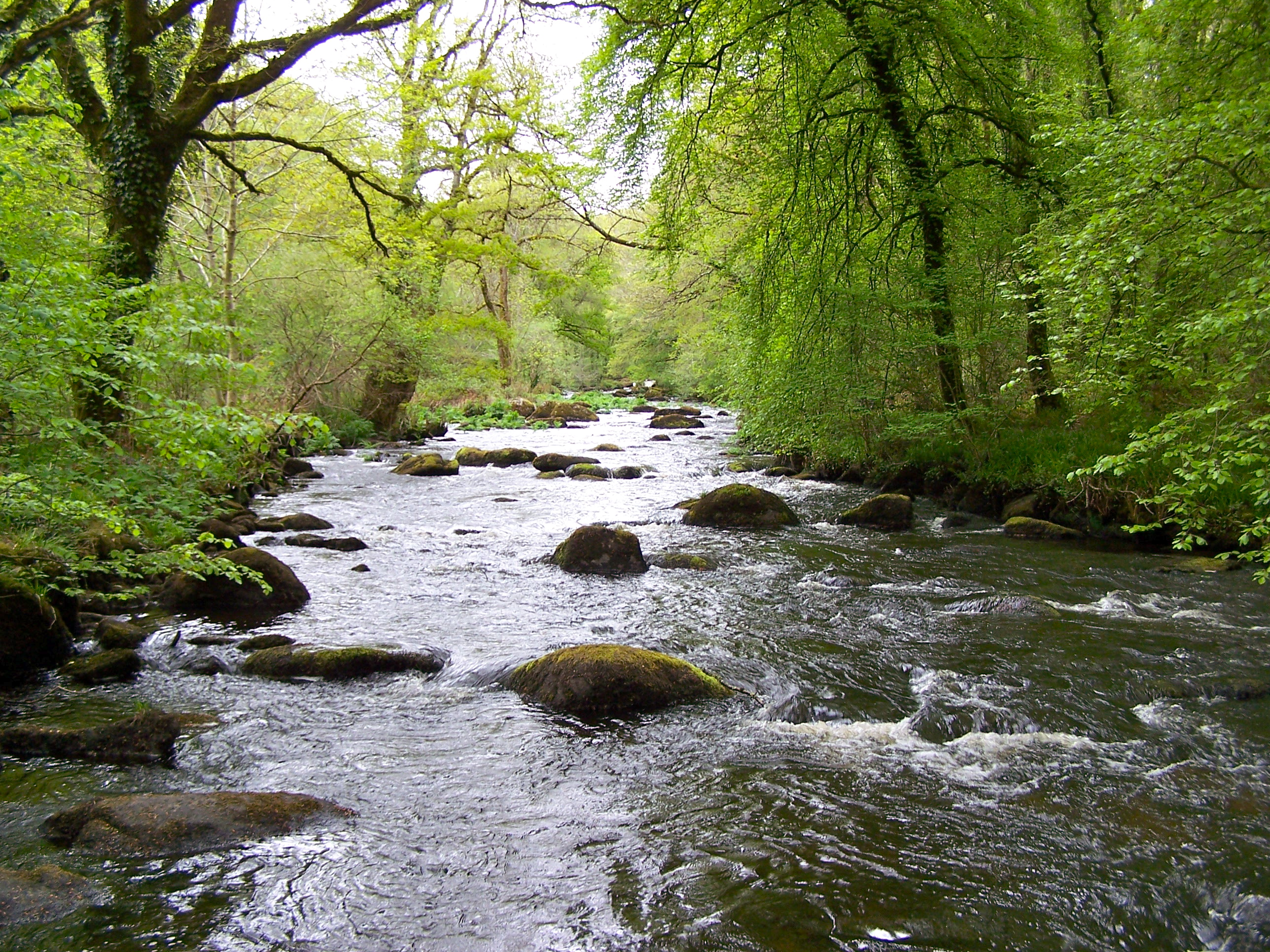
L'Ellé, en contrebas de la chapelle Sainte-Barbe du Faouët.

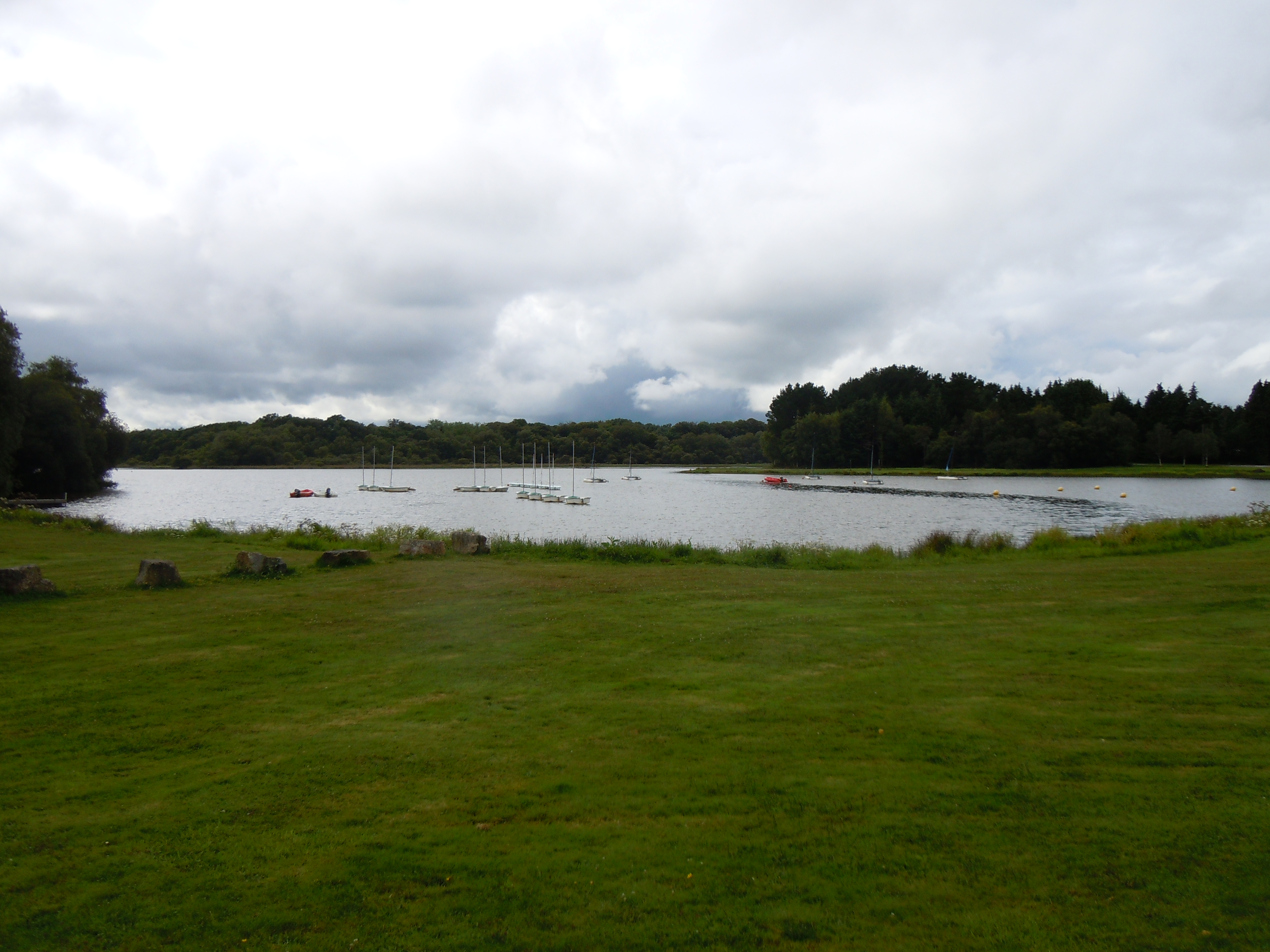
l'étang du bel air à Priziac.

La communauté de communes est composée des 21 communes suivantes :

| Nom                    | Code Insee | Gentilé        | Superficie (km2) | Population (dernière pop. légale) | Densité (hab./km2) |
| ---------------------- | ---------- | -------------- | ---------------- | --------------------------------- | ------------------ |
| Gourin (siège)         | 56066      | Gourinois      | 74,72            | 3 892 (2022)                      | 52                 |
| Berné                  | 56014      | Bernéens       | 34,77            | 1 558 (2022)                      | 45                 |
| Le Croisty             | 56048      | Croistyates    | 15,88            | 742 (2022)                        | 47                 |
| Le Faouët              | 56057      | Faouëtais      | 34,03            | 2 816 (2022)                      | 83                 |
| Guémené-sur-Scorff     | 56073      | Guémenois      | 1,17             | 1 136 (2022)                      | 971                |
| Guiscriff              | 56081      | Guiscrivites   | 85,46            | 2 053 (2022)                      | 24                 |
| Kernascléden           | 56264      | Kernascléens   | 9,26             | 418 (2022)                        | 45                 |
| Langoëlan              | 56099      | Langoelanais   | 22,27            | 404 (2022)                        | 18                 |
| Langonnet              | 56100      | Langonnetais   | 85,4             | 1 851 (2022)                      | 22                 |
| Lanvénégen             | 56105      | Lanvénégenois  | 29,42            | 1 133 (2022)                      | 39                 |
| Lignol                 | 56110      | Lignolais      | 38,43            | 855 (2022)                        | 22                 |
| Locmalo                | 56113      | Locmalois      | 23,91            | 894 (2022)                        | 37                 |
| Meslan                 | 56131      | Meslannais     | 37,13            | 1 475 (2022)                      | 40                 |
| Persquen               | 56156      | Persquennois   | 19,96            | 358 (2022)                        | 18                 |
| Ploërdut               | 56163      | Ploërdutais    | 75,83            | 1 259 (2022)                      | 17                 |
| Plouray                | 56170      | Plouraysiens   | 39,09            | 1 022 (2022)                      | 26                 |
| Priziac                | 56182      | Priziacois     | 44,63            | 1 024 (2022)                      | 23                 |
| Roudouallec            | 56199      | Roudouallecois | 24,82            | 715 (2022)                        | 29                 |
| Le Saint               | 56201      | Saintois       | 31,03            | 611 (2022)                        | 20                 |
| Saint-Caradec-Trégomel | 56210      | Caradocéens    | 16,12            | 468 (2022)                        | 29                 |
| Saint-Tugdual          | 56238      | Tugdualais     | 19,97            | 375 (2022)                        | 19                 |

### Climat
- > 1 300 mm
- 1 200 à 1 300 mm
- 1 100 à 1 200 mm
- 1 000 à 1 100 mm
- 900 à 1 000 mm

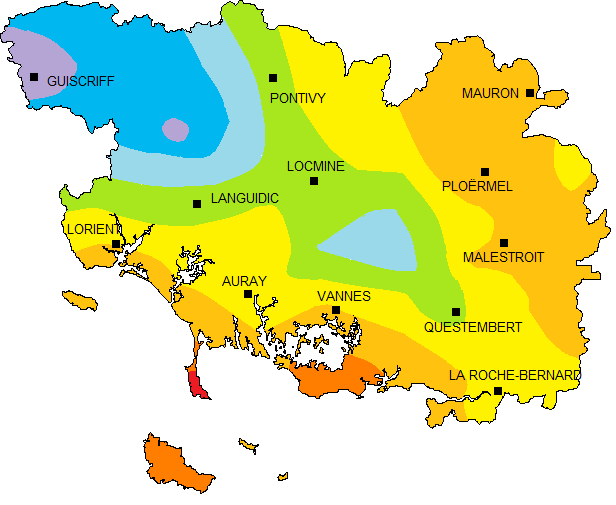
Carte des précipitations annuelles dans le Morbihan (moyenne sur la période 1997-2006)
> 1300 mm
1200 à 1300 mm
1100 à 1200 mm
1000 à 1100 mm
900 à 1000 mm
800 à 900 mm
700 à 800 mm
< 700 mm

Le climat du territoire de Roi Morvan Communauté est tempéré, de type océanique. Les relevés de la commune de Lanvénégen, au sud du territoire, concernant les précipitations montrent que les mois les plus humides sont octobre, novembre, décembre, janvier et février avec plus de 100 mm de précipitations moyennes mensuelles, tandis que de juin à août il pleut moins de 75 mm. En termes de température moyenne annuelle, le secteur, comme tout le nord du Morbihan, est plus froid (environ 11 °C) que le sud du département qui a une température moyenne annuelle d'environ 12 °C dans les îles morbihannaises,. Le territoire est le secteur du Morbihan qui a le plus de précipitations avec plus 1 200 mm annuel, soit presque le double de la pointe de la presqu'ile de Quiberon. (voir carte du Morbihan). Par contre, une station météo privée sur la commune limitrophe de Meslan à la même Latitude, a relevé environ 1 200 mm de précipitations annuelles en 2013 et 2014 et qui se sont réduites à environ 800 mm de précipitations annuelles en 2015,2016 et 2017.
Les relevés météorologiques détaillées (températures moyenne + min + max, précipitations) pour l'année 2017 sont disponibles pour : Meslan (Climat) et Priziac (Climat) ou sur la période 1981 à 2010 (avec en plus les records de froid, de chaleur et de précipitations en 24h00) pour Guiscriff (Climat) et Lanvénégen (Climat).
La durée moyenne d’insolation annuelle à Lanvénégen se situe dans la tranche 1 700/1 800 heures. Du côté des vents, on note une nette prédominance des vents d’ouest/sud-ouest, qui peuvent se maintenir durant des périodes prolongées.
Moyenne mensuelle (en mm) de la pluviométrie relevée à Lanvénégen de 1986 à 2009
Voir aussi Climat du Morbihan

#### Stations météo

##### Stations de Météo-France
Météo-France dispose de 5 stations météos sur le territoire. Il s'agit de postes pluviométriques manuels dans les communes de Langoëlan, Ploërdut, Roudouallec et de postes thermo-pluviométriques manuels dans les communes de Guiscriff et Lanvénégen,,,.Les données de la fiche climatologique températures/précipitations de chaque station est payante. Au début des années 1990, la commune du Faouët avait un poste thermo-pluviométrique manuel au collège St Barbe qui n'existe plus à l'heure actuelle.

##### Stations privées avec données consultables en ligne
Les communes de Berné , Gourin , Priziac, Kernascléden et de Meslan possèdent chacune une station météo automatique privée dont les données météo sont consultables en ligne sur le site web de l'association infoclimat.fr.

À l'exterieur du territoire, la station la plus proche de Guémené-Sur-Scorff est celle de Neulliac.
Pour Gourin, les données climatologiques de l'ancienne station sont toujours disponibles en ligne.

Hors réseau StatIC d'infoclimat.fr, il y a une station au Croisty

##### Isolation et chauffage
Pour l'estimation des consommations d'énergie thermique, le site Infoclimat.fr rapporte que le degré jour unifié (DJU) (« chauffagiste ») était à Meslan, au sud du territoire, de :
- En 2015 : 2134
- En 2016 : 2103
- En 2017 : 2193

La ville de Rostrenen, dans les Côtes-d'Armor, est la plus proche du nord du territoire. Or celle-ci avait une DJU moyenne de 2445 sur la période 2000 à 2009.
Pour les autres villes bretonnes sur la période 2000 à 2009, on a une DJU moyenne de : Perros-Guirec (Côtes-d'Armor) : 2105, Brest (Finistère) : 1990, Rennes (Ille-et-Vilaine) : 2292, Lorient (Morbihan) : 2263 .
Météo-France fournit des relevés de degré jour unifié (DJU), mais aucun n'est disponible pour au moins une des communes du territoire.

## Démographie
En 2020, Roi Morvan Communauté dénombrait 24 533 habitants.
En 2020, la densité de population était de 32,1 hab./km2.
La baisse de la population entre 1968 et 1990 ci-dessous est du principalement à l'exode rural qui a entrainé une réduction du nombre des agriculteurs à la suite de la hausse de la taille moyenne des exploitations agricoles.
| 1968   | 1975   | 1982   | 1990   | 1999   | 2008   | 2009   | 2011   | 2013   |
| ------ | ------ | ------ | ------ | ------ | ------ | ------ | ------ | ------ |
| 35 028 | 32 292 | 30 149 | 27 509 | 25 712 | 25 716 | 25 811 | 25 734 | 25 617 |

| 2014   | 2016   | 2017   | 2020   | - | - | - | - | - |
| ------ | ------ | ------ | ------ | - | - | - | - | - |
| 25 476 | 24 936 | 24 682 | 24 533 | - | - | - | - | - |

Tranches d'âge (Source INSEE - 2020) :
- 0-14 : 14,1 %
- 15-29 : 11,6 %
- 30-44 : 14,6 %
- 45-59 : 21,5 %
- 60 et + : 38,2 %

Nombre de logements 16 531, dont 11 844 en Résidences principales, 2 286 Résidences secondaires et logements occasionnels, 	2 401 Logements vacants. (Source INSEE - 2020)
Résidences principales selon le statut d'occupation (Source INSEE - 2020):
- propriétaires 80,4 %
- locataires 17,7 % dont d'un logement HLM loué vide : 3,4 %
- Logé gratuitement 1,8 %

## Administration

### Siège
Le siège de la communauté de communes est situé 13 rue Jacques Rodallec, à Gourin.

### Exécutif
Les 21 communes du Pays du roi Morvan ont désigné leurs représentants auprès de Roi Morvan Communauté et le conseil communautaire au complet (44 personnes) s’est réuni le 10 juillet 2020, à Gourin, pour élire le ou la président(e) et les vice-président(e) s. À l’issue du vote, c'est Renée Courtel qui a été désignée Présidente de Roi Morvan Communauté.
Le conseil communautaire a ensuite voté pour les vice-présidences. Il y 11 vice-président(e)s au lieu de neuf lors de la précédente mandature : Hervé Le Floch (maire de Gourin), 1er vice-président ; Jean-Luc Guilloux (maire de Ploërdut, 2e vice-président ; Maire-Josée Carlac (maire de Lanvénégen), 3e vice-présidente ; Christian Faivret (maire du Faouët), 4e vice-président ; Françoise Guillerm (maire de Langonnet), 5e vice-présidente ; Yann Jondot (1er adjoint à Langoëlan), 6e vice-président ; René Le Moullec, (maire de Guémené-sur-Scorff), 7e vice-président ; Dominique Le Niniven (maire de Priziac), 8e vice-président ; Jean-Charles Lohé (maire de Locmalo), 9e vice-président ; Michel Morvant (maire de Plouray), 10e vice-président et Sébastien Wacrenier (maire de Meslan), 11e vice-président.
|                    | Nom | Nom                  | Étiquettes | Commune                    | Délégation |
| ------------------ | --- | -------------------- | ---------- | -------------------------- | --- |
| Président          |     | Renée COURTEL        | SE         | Guiscriff (maire)          | |
| 1re vice-président |     | Hervé LE FLOC'H      | SE         | Gourin (maire)             | Vice-président chargé des Finances et de la commande publique                                                       |
| 2e vice-président  |     | Jean-Luc GUILLOUX    | PS         | Ploërdut (maire)           | Vice-président chargé du Tourisme, de la culture et du patrimoine                                                   |
| 3e vice-président  |     | Dominique LE NINIVEN | DVD        | Priziac (maire)            | Vice-président chargé de l’Administration générale                                                                  |
| 4e vice-président  |     | Michel MORVANT       | LR         | Plouray (maire)            | Vice-président chargé de la Mutualisation, contractualisation Europe-État-Région, coopération avec les EPCI voisins |
| 5e vice-président  |     | Sébastien WACRENIER  | SE         | Meslan (maire)             | Vice-président chargé de la gestion des déchets                                                                     |
| 6e vice-présidente |     | Christian FAIVRET    | SE         | Le Faouët (maire)          | Vice-président chargé du Développement économique                                                                   |
| 7e vice-président  |     | René LE MOULLEC      | DVG        | Guémené-Sur-Scorff (maire) | Vice-président chargé de l’Aménagement du territoire et des mobilités                                               |
| 8e vice-présidente |     | Marie-José CARLAC    | SE         | Lanvénégen (maire)         | Vice-présidente chargée du Développement durable, de l’habitat et des travaux                                       |
| 9e vice-président  |     | Françoise GUILLERM   | SE         | Langonnet (maire)          | Vice-présidente chargée des services à la population                                                                |
| 10e vice-président |     | Yann JONDOT          | SE         | Langoëlan (1er adjoint)    | Vice-président chargé des Solidarités                                                                               |
| 11e vice-président |     | Jean-Charles LOHÉ    | SE         | Roudouallec (maire)        | Vice-président chargé de la gestion des ressources en eau                                                           |

### Les président(e)s
| Période                                  | Période         | Identité       | Étiquette  | Qualité |
| ---------------------------------------- | --------------- | -------------- | ---------- | --- |
| Communauté de communes                   |                 |                |            | |
| 1999                                     | 10 juillet 2020 | Michel Morvant | RPR-UMP-LR | Maire de Plouray (depuis 1989), Conseiller général du Morbihan de 1985 à 2011 et président du Pays Centre Ouest Bretagne (1996-1998, 2002-2004, 2008-2010, 2012-2014) |
| 10 juillet 2020                          | En cours        | Renée Courtel  | DVG        | Maire de Guiscriff (depuis 2008) |
| Les données manquantes sont à compléter. |                 |                |            | |

## Transports

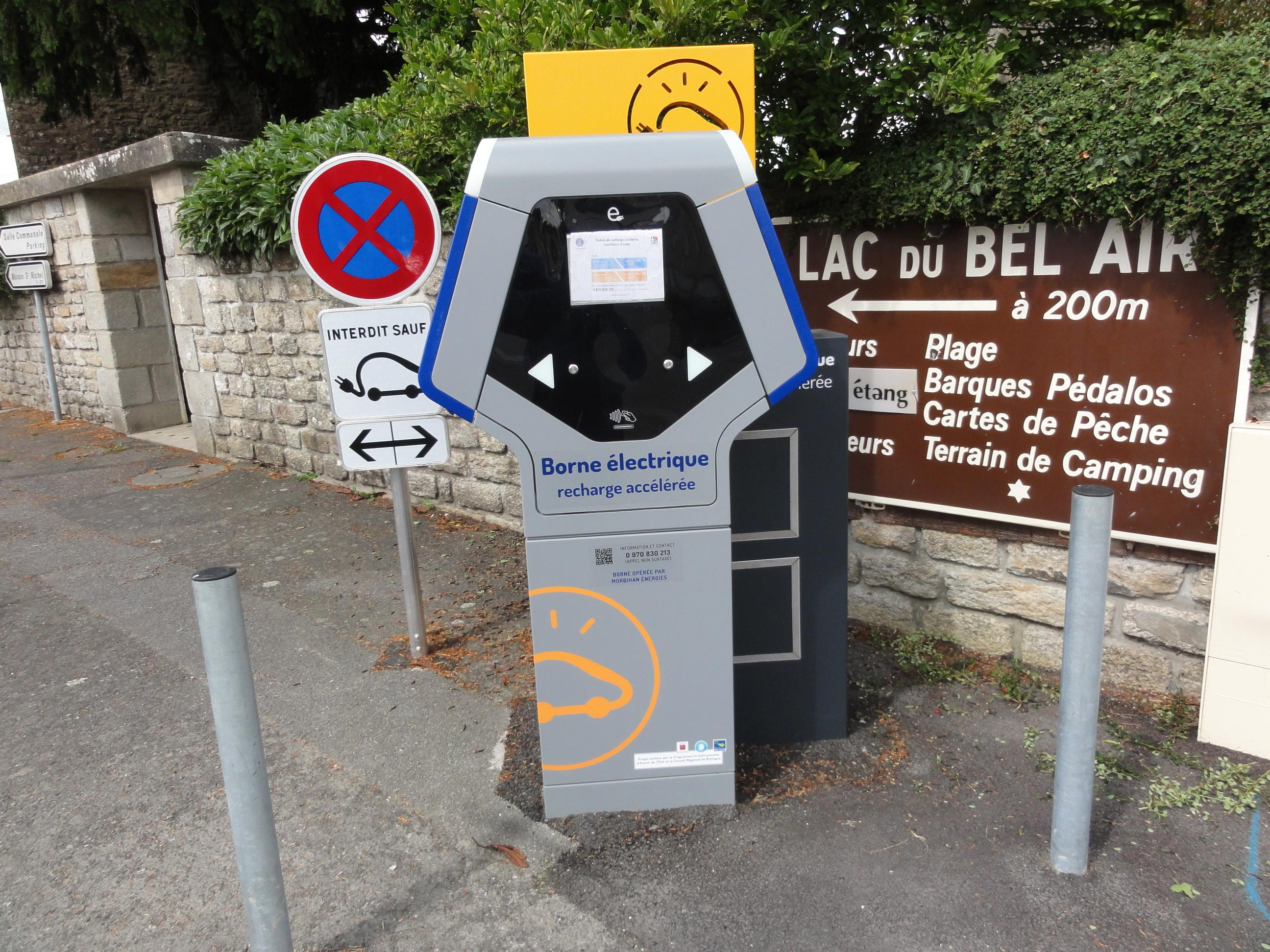
Borne électrique de recharge accélérée de véhicules électriques (avec prises automobile de type T2 et domestique européenne E et F) de Morbihan Énergies sur la place de l'église dans la commune de Priziac

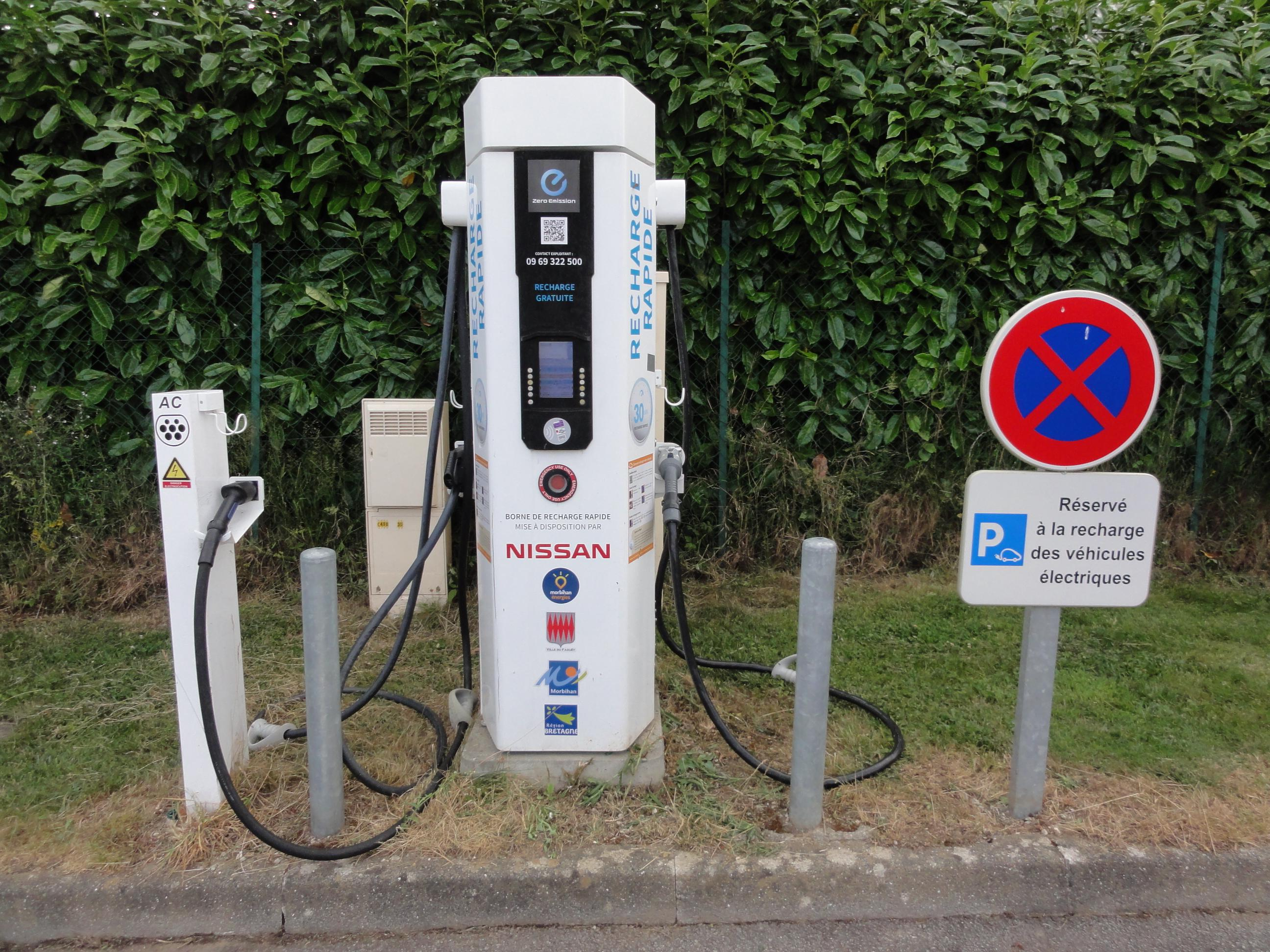
Borne électrique de recharge rapide de véhicules électriques (avec prises automobile de type T2 Combo et Chademo et CCS) de Morbihan Énergies sur le parking de la salle des fêtes dans la commune du Faouët (Morbihan)

En voiture, les principaux axes sont la route départementale D769 (ex RN169) sur un axe nord-sud appelé aussi "voie express Lorient-Roscoff" et sur un axe ouest-est au nord du territoire par la route départementale D1 Gourin-Plouray-Guémené-sur-Scorff-Pontivy.En axe secondaire, sur un axe Ouest-Est au sud du territoire, il y a la route départementale D782 (ex RN782) appelé aussi "route de Pontivy à Quimper par le Faouët".
Côté ouest, Faouët est à 1 h 30 de Brest et Gourin est à 1 h 10 de Brest. Côté est, Faouët est à respectivement, 35 min et 1 h 05 et 2 h 05 par la route, de l’agglomération Lanester-Lorient et de Vannes et de Rennes. À partir de Gourin, il faut rajouter 15 min de plus à ces trajets vers Lorient et Vannes sauf pour Rennes où le temps est presque le même (calcul temps sur www.viamichelin.fr).Au niveau de l'agglomération Lanester-Lorient se trouve la RN165 qui est "l'autoroute" de la Bretagne-Sud entre Brest et Nantes, Elle permet de faire le trajet du Faouët à Nantes en 2 h 20.
Comme les hameaux sont dispersés sur le territoire, et face à une offre de transport en commun réduite à cause de la population dispersée sinon le cout serait trop important, les déplacements se font principalement par automobile comme le montre l'équipement en automobiles des ménages dans les statistiques.
D'après les statistiques de l'INSEE de 2013, l'équipement automobile des ménages du territoire était que 87,1 % des ménages avait au moins une voiture, puis 49,3 % avaient 1 voiture et 37,8 % avaient 2 voitures ou plus. Dans le Morbihan en 2014, 87,4 % des ménages possèdent au moins une voiture et 39,9 % des ménages possèdent au moins deux voitures ou plus.
Afin de faciliter le déplacement des jeunes qui démarrent leur vie professionnelle, dans le cadre du dispositif Plateforme d'élaboration de projet professionnel (Pep's), il est envisagé de fournir un service de locations de scooters à Gourin,.
Le syndicat départemental de distribution de l'électricité, Morbihan énergies, a prévu de déployer 250 bornes de recharge rapides dont 150 d'ici fin 2016 pour les véhicules électriques. Ces bornes sont principalement équipés équipées de deux prises de type 2 ou T2 pour les bornes de recharge accélérée. Il y a aussi quelques bornes de recharge accélérée équipées de prises de type 2 ou T2 et Chademo et CCS ; et quelques bornes de recharge rapide équipées de prises de type 2 ou T2 et Chademo et ComboUE. Le territoire a 12 bornes de recharges, soit 11 communes sur les 21 qui en sont équipées (à Berné, Gourin, Guémené-sur-Scorff, Kernascléden, Langonnet, Le Faouet (2), Locmalo, Meslan, Plouray, Priziac, Roudouallec). La recharge est payante et se fait sans abonnement ou avec abonnement avec une réduction du prix. De plus, il est possible réserver une borne à distance à l’aide d’une application sur smartphone.

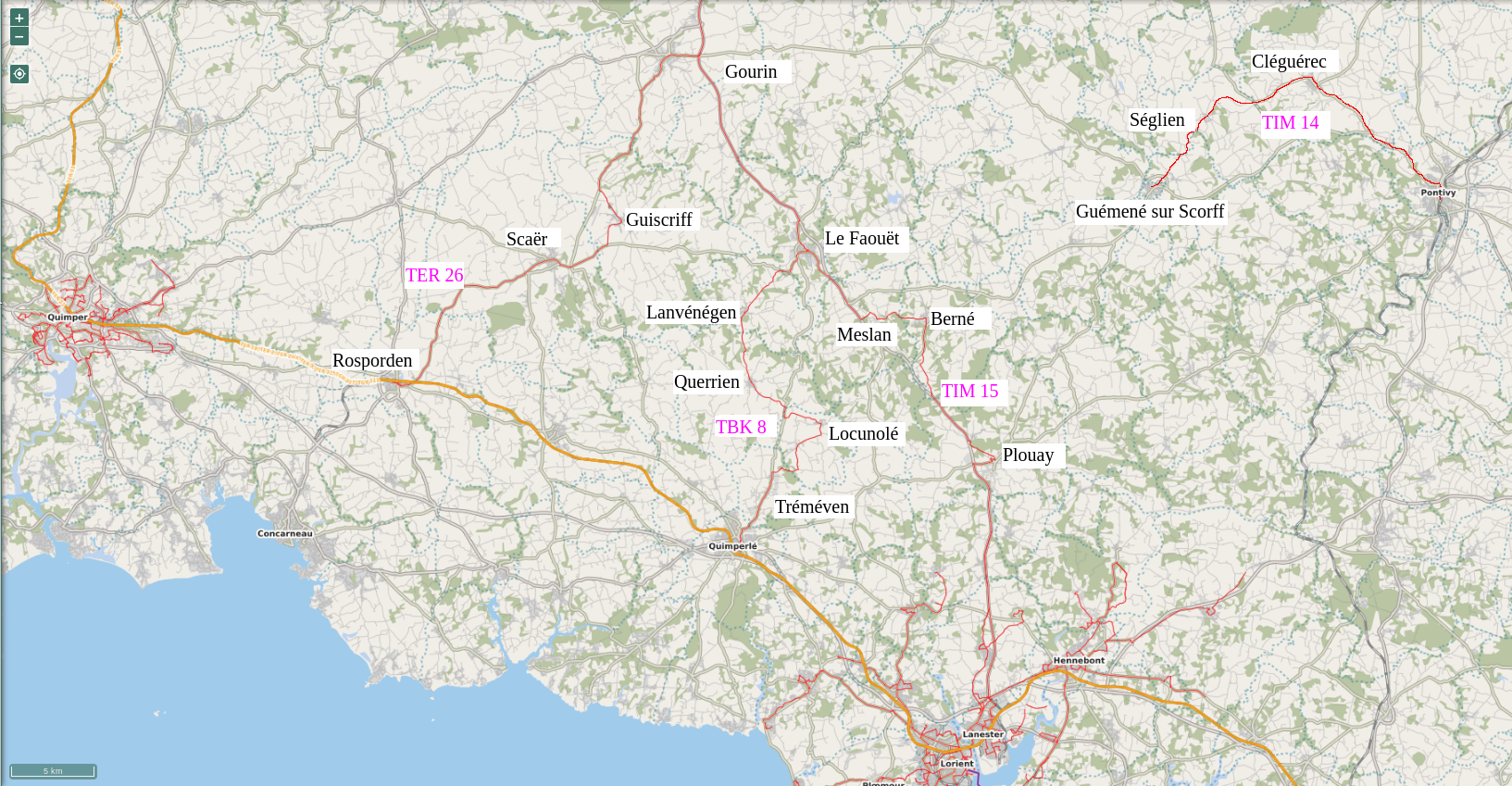
Lignes de cars TBK 8, TIM 14, TIM 15 (et l'ancienne TER 26 fermée fin aout 2018) passant sur le territoire de Roi Morvan Communauté

En autocar régional avec les lignes BreizhGo 14 (Pontivy - Guémené/Scorff) et 15 (Carhaix-Plouguer - Gourin - Le Faouët - Plouay - Lorient) et la ligne TBK 1 (Quimperlé - Guiscriff) et la ligne TBK 8 (Quimperlé - Le Faouët),. La ligne TER 26 (Carhaix-Plouguer - Gourin - Rosporden) a été fermé définitivement le 31/08/2018 et en contrepartie la ligne TIM 15 (Gourin - Le Faouët - Plouay - Lorient) a été prolongée de Gourin à Carhaix. Le calculateur d'itinéraires régional MobiBreizh permet de choisir l'itinéraire le plus rapide pour se déplacer.Un service de transport à la demande, par Taxi ou transporteurs, est mis en place par le territoire pour transporter les personnes de leur domicile à l'arrêt le plus proche des transports en commun. En 2019, le prix du trajet est de 2 Euros (hors tarif réduit ou abonnement) sur les lignes TIM. Grâce au transport à la demande, 1500 trajets ont été réalisés en un an sur la période 2014/2015 par les habitants du territoire.
Excepté le dimanche et les jours de fêtes (fériés), la ligne TIM no 15 (Gourin - Le Faouët - Plouay - Lorient) permet de rejoindre la Gare de Lorient (intermodalité) où il est possible de prendre un car dit "Macron" pour faire un trajet inter-départements ou inter-régions (comme Lorient-Paris), voire international, beaucoup moins couteux que le train ou l'avion mais plus long en temps de trajet.
En covoiturage : à la suite d'une politique de soutien au covoiturage engagé en 2005 par Conseil général du Morbihan, une aire prévue à cet effet a été créé au rond-point de Kerbos (route de Roudouallec) à Gourin,,.
En avion de tourisme et d'affaires: l’Aérodrome de Guiscriff - Scaër permet de venir en avion léger avec piste bitumée longue de 1 500 mètres et sa station d’avitaillement en carburant (100LL) et en lubrifiant.
L'aérodrome est à 15 min de Gourin et à 20 min du Faouët par la route (calcul temps sur www.viamichelin.fr).
En train: Les deux gares TGV les plus proches du territoire sont la Gare de Quimperlé (Finistère) et la Gare de Lorient (Morbihan). À partir de juillet 2017, les gares de Quimperlé et Lorient seront respectivement à 3 h 18 et 2 h 56 de Paris-Montparnasse grâce à la LGV Bretagne-Pays de la Loire
.
En bateau: Le port de commerce le plus proche est le Port de commerce de Kergroise à Lorient pour l'importation ou l'exportation de marchandises, le cabotage au niveau national et le transports de passagers.

## Économie

### Emploi

#### Recherche d'emplois
Le territoire ne dispose d'aucune agence de Pôle emploi. Pour l'ancien canton du Faouet, les agences les plus proches sont celles de Quimperlé ou Lorient ou Lanester mais l'agence de Lorient est responsable de l'ancien canton. Pour l'ancien canton de Gourin, il s'agit de celle de Carhaix. Pour l'ancien canton de Guémené-sur-Scorff, il s'agit de celle de Pontivy.Afin d'éviter les déplacements au Pole Emploi de Carhaix pour des entretiens avec les conseillers de cet organisme, un service de visio-guichet a été installé en juillet 2014 au Point Accueil Emploi de Gourin,.

Afin de faciliter l’insertion dans le monde professionnel des habitants, il existe un service global de proximité qui s'appelle le PAE (Point Accueil Emploi)
Il accueille les personnes le mardi et mercredi à Gourin, le lundi et vendredi au Faouet, le jeudi à Guémené-sur-Scorff. Il est chargé d'orienter les demandeurs emploi ou les personnes à la recherche d’une formation vers des partenaires (Pôle emploi, Mission Locale…).

Afin de faciliter l'insertion professionnelle des jeunes grâce à la Mission Locale, une aide aux jeunes sur les différentes démarches est réalisé par la Mission locale Centre Ouest Bretagne. Cette dernière fait des permanences dans les communes de Le Faouet, Gourin, Guémené-Sur-Scorff et Guiscriff. 

Le territoire ne possède pas d'agences d'intérim. Il faut se déplacer en voiture ou via les lignes de cars (TIM ou TBK) et de bus aux agences les plus proches à Quimperlé, Lorient, Pontivy ou Carhaix-Plouguer pour en trouver plusieurs. À l'automne 2018, le PAE (Point Accueil Emploi) a commencé à nouer des partenariats avec des agences d'interim pour qu'elles assurent des permanences de manière plus ou moins régulière dans les locaux du PAE,. De plus l'agence Celtic Emploi utilise un camping-car comme agence mobile pour aller aux plus près des candidats potentiels dans certains bourgs du territoire,.

### Entreprises
En 2009, la communauté de communes avait 944 entreprises répertoriées, pour chaque canton, on avait 318 à Gourin, 353 au Faouët et 273 à Guémené-sur-Scorff. L'ensemble représentait 3 700 salariés dont 1 197 à Gourin, 1 609 au Faouët, et 894 à Guémené-sur-Scorff.
RMCom dispose de 5 zones d'activités d’intérêt communautaire de tailles et de vocations très diverses proches d'un grand axe routier :
- La ZA de Guerneac’h à Gourin (Bretagne Qualiparc)[59]
- La ZA de Pont Min au Faouët
- Le PA de Kernot Vihan au Faouët (Bretagne Qualiparc)
- La ZA de Poulhibet à Berné
- La ZA de Kergario à Lignol

et 13 zones d’activités communales. Les communes de Berné, Faouët, Gourin, Guiscriff, Le Saint, Langonnet ont encore du terrain disponible dans ces zones d'activités.
En 2017, le territoire était classé en Zone de revitalisation rurale (ZRR). En 2018, à la suite des modifications des critères, ce classement est toujours maintenu,,. Ce classement en ZRR permet aux entreprises qui s'installent sur le territoire de bénéficier d'exonérations fiscales sous certaines conditions liées notamment à l'effectif et à la nature de l'activité,,, en plus d'autres aides régionales ou départementales.
Pour les télétravailleurs, le territoire dispose d'un Télécentre de 12 bureaux accessibles sept jours sur sept et 24 heures sur 24 et salle de réunion à Gourin, où le centre-ville a un Accès à internet à très haut débit par fibre optique.

### Secteur primaire- agriculture
En 2010, le territoire comptait 776 exploitations agricoles dont 590 professionnelles qui sont localisées pour 210 pour le canton de Gourin, 204 sur le canton de Guémené-sur-Scorff et 176 sur le canton du Faouêt.
43 000 ha sont exploités par les agriculteurs de cette zone. Sur les 8 400 emplois recensés par l'INSEE en 2009, l'emploi agricole représenterait 15 % de l'emploi local.
En 2012, la surface agricole utilisable est mise à 52 % en prairies pour l'herbe et 27 % en cultures de céréales et oléo-protéagineux. Les principales productions agricoles du territoire sont : la production laitière (11 % de la production du département), les vaches allaitantes pour la viande (16 % de la production du département), les porcs charcutiers pour la viande (6 % de la production du département) et les volailles (poulets, dindes, canards) de chair pour la viande (13 % de la production du département).
En 2016, 24 nouveaux agriculteurs se sont installés sur le territoire dont 13 en production laitière.
En 2017, 15 nouveaux agriculteurs se sont installés sur le territoire dont quelques-uns en agriculture biologique.
En 2019, le territoire comptait 526 exploitations agricoles représentant 1000 emplois. En 2018, sept femmes sur dix-sept agriculteurs se sont installés sur le territoire dont quatre en agriculture biologique en maraichage, culture de céréales légumineuses, élevage de volailles et de vaches à viande limousines, élevage de vaches laitières.

### Secteur secondaire- industrie
Les 10 principales entreprises du territoire sont,,, :
- ARDO SA à Gourin (fabricant de légumes surgelés et de plats cuisinés) (406 salariés en 2016);
- Les Volailles de Keranna à Guiscriff (filiale du groupe Glon (abattage et la découpe de volailles (poulets et dindes) et distribue des produits sous forme de barquettes et de poulets entiers pour la grande distribution et la restauration collective) (386 salariés en 2015);
- La conserverie morbihannaise à Lanvénégen (conserves de légumes) (240 salariés à l'année en 2017)[82];
- Pâtisseries gourmandes à Saint-Tugdual (filiale du Groupe Roullier) (production de gâteaux, marque Ker Cadélac) (140 salariés en 2016 produisant 9 000 tonnes de gâteaux bretons à l’année[83]);
- Les Volailles de Plouray à Plouray (abat et découpe des volailles) (68 salariés à la mi-2018)[84],[85],[86],[87] (Le Groupe Doux, auquel appartenait cette usine, a été placé en liquidation judiciaire en 2018 et a été ensuite repris par un consortium mené par LDC et d'autres sociétés. Les sociétés de ce consortium se sont réparti ensuite les actifs. Cette usine avait 130 salariés en 2013)
- Imprimerie Bernétic à Berné (étiquettes, imprimées ou neutres, destinées à l'agroalimentaire et à l'industrie) (65 salariés en 2015)
- C.A.D.F (Centre d'Abattage de Dindes du Faouët) au Faouët (60 employés en 2017)[88].
- Crêperie Lebreton à Langonnet (filiale du groupe Jacquet) (fabrication de crêpes pour la grande distribution) (56 salariés en 2015)[89]
- Atlantic Ovo à Kernascléden (casserie d'œufs , vente d'œufs frais sous forme liquide au secteur agroalimentaire et aux professionnels de la restauration) (40 salariés en 2019)[90]
- Knauf Industries Ouest Guémené-sur-Scorff (fabrication de caisses et barquettes en polystyrène expansé) (37 employés en 2016 (produisant 40 millions de barquettes)[91] contre 50 employés en 2013)[92]

Autres petites entreprises : Stanven SN à Plouray (production de viande pour chats et chiens) (21 salariés en 2015); Biscuiterie Louis Le Goff à Guiscriff (fabrication et la commercialisation de gâteaux à pâte jaune en portions individuelles ou sachet.) (16 salariés en 2013); Sea Value Atlantic (ex-Atlantic Gourmet) à Lignol (filiale de Sea Value PLC Thaïlande) (fabrication et la commercialisation des ingrédients des produits de la mer destinés à l'agroalimentaire) (12 salariés en 2015)
En 2015, d'après les chambres d'agriculture de Bretagne, il y avait 9 établissements de 20 salariés ou plus dans le secteur des industries agro-alimentaires (IAA) qui employaient 1 444 salariés sur le territoire de la communauté de communes.

### Secteur tertiaire- tourisme, services et commerce
D'après les statistiques de l'INSEE de Janvier 2020, le territoire comptait : 3 hôtels, 7 campings dont 2 en 3 étoiles. Il est à noter que certains hôtels du territoire ont du se reconvertir en l'une des 19 Maison d’hôtes après 2011 afin de ne pas fermer à cause des couts de la mise aux nouvelles normes nécessaires pour la sécurité incendie, l’accessibilité pour accueillir les personnes handicapés et les prérequis du nouveau classement hôtelier de 2012,,. Le territoire dispose aussi de 9 aires de camping-car.

Certaines communes disposent encore de commerces de proximité (boulangeries, épiceries, etc.) dans leurs bourgs. La Grande distribution n'est présente que dans les anciens chefs lieux des cantons avec un grand et un petit Supermarchés au Faouët, un Supermarché à Guémené-sur-Scorff et un Hypermarché à Gourin.

## Télécommunications

### Téléphonie et accès internet (fixe) par ligne filaire
Début 2007, dans le Morbihan, Orange (ex-France Telecom) a terminé d'équiper en ADSL la totalité des centraux téléphoniques (appelés aussi répartiteurs ou « NRA »).Après la fin de cette opération, il restait des communes dont le débit était trop bas ou dont certaines habitations étaient inéligibles à l'ADSL. Il y a eu alors un plan de montée en débit sur les communes de Berné et Le Croisty par l'installation de NRA ZO (Zone d'Ombre) sur la période 2014-2016. 1000 prises pour l'accès Internet par fibre optique (Réseau FTTH) ont déjà été installées à Gourin (01/2017) et 17000 prises seront à installer sur le territoire de Roi Morvan Commnunauté dont 3000 pendant la période 2019 à 2021 (1000 par an). Finalement, en décembre 2018, 1 081 prises avaient été installées au bourg de Gourin sur les 19 185 prises à déployer sur le territoire communautaire et 8377 nouvelles prises devaient être installées pendant la période 2019-2023 dans les bourgs de Guémené sur Scorff, Gourin, Le Faouët, Guiscriff et Langonnet,. L'objectif de la région Bretagne est de fournir l'accès Internet pour tous par fibre optique d'ici 2030. Il est à noter que, à la mi avril 2017 d’après la carte de l’observatoire du Très Haut débit et alors que le déploiement de la fibre optique pour l'accès Internet a commencé dans certains bourgs ruraux, 27 hameaux répartis sur les différentes communes du territoire ne sont toujours PAS éligible à l'ADSL et n'ont pas d'accès internet de type haut-débit par voie filaire. Par voie filaire, ils ne peuvent avoir qu'un accès Internet de type bas débit (56 Kbit/s) encore disponible chez Free et FDN ou par Numéris (128 Kbit/s) chez Orange comme au début des années 2000.(sous réserves de disposer d'une ligne téléphonique de type RTC que la société Orange a décidé d’arrêter de commercialiser en 2017)

Orange est le seul Fournisseur d'accès à Internet auquel il est possible de s'abonner en ADSL sur tous les NRA, sauf pour certaines communes qui ont les plus gros NRA et que Free dessert : Gourin, Le Faouet, Guiscriff, Meslan, Berné, Guemene sur Scorff, Le Saint,.
D’après l’observatoire du Très Haut débit, en date de mi-avril 2017, voici les débits en ADSL dans différentes communes du territoire :
- Communes dont le bourg est à plus de 8 Mbit/s (8 Mbit/s est le seuil du Triple Play de qualité : internet + téléphonie + télévision haute définition) :

Berné, Gourin, Guémené-sur-Scorff, Guiscriff, Langoëlan, Langonnet, Lanvénégen, Le Croisty, Le Faouet (sauf 2 zones dans le bourg réduite de 3 à 8 Mbit/s), Le Saint, Lignol, Locmalo, Meslan, Ploërdut, Plouray, Priziac, Roudouallec, Saint-Caradec-Trégomel
- Communes dont le bourg est à moins de 3 Mbit/s (or 2 Mbit/s est le seuil du double play : internet + téléphonie) :

Kernascléden, Persquen, Saint-Tugdual 

Afin d'attendre le déploiement de la fibre optique dans la phase 3 (2024-2030), il est prévu d'installer des NRA ZO (Zone d'Ombre) sur la période 2019-2023 afin d'avoir une montée en débit sur ces 3 communes et celle de Berné.
- Communes qui ont au moins un hameau non éligible à l'ADSL parmi les 27 répartis sur les différentes communes du territoire :

Guiscriff (6 hameaux), Langonnet (2 hameaux), Lanvénégen (1 hameau), Le Faouët (3 hameaux), Locmalo (1 hameau), Ploerdut (1 hameaux), Plouray (1 hameau), Priziac (8 hameaux).
Après l'installation massive des cabines téléphoniques dans les années 1970 pour offrir l'accès au téléphone aux français,,, Orange a décidé de supprimer toutes les cabines sur le territoire de Roi Morvan Communauté d'ici fin 2017, sauf pour certaines cabines téléphoniques dites « de service d'urgence » qui seront maintenues sur les communes de Gourin, Langoëlan (près de Guémené-sur-Scorff) et Priziac (près du Faouët).

### Téléphonie et accès internet (mobile) par réseau hertzien
Début janvier 2019, d’après le site antennesmobiles.fr, le territoire avait 21 sites hébergeant des antennes relais de téléphonie mobile. Sur l'ensemble de ces sites, Orange en disposait de 9, SFR de 10, Bouygues Telecom de 10, et Free mobile de 8. Les 5 communes du territoire qui ont les antennes relais des quatre opérateurs sont Le Faouet, Gourin, Ploërdut, Plouray et Locmalo (près de Guémené sur Scorff). Ensuite Meslan a les 3 opérateurs historiques sans Free Mobile. Puis Guiscriff et Saint Caradec-Trégomel ont aussi 3 opérateurs avec Bouygues Telecom, Free Mobile et SFR. Au milieu du territoire, Langonnet a SFR et Bouygues Telecom. Le Saint a uniquement un seul opérateur avec Orange, comme Lanvénégen avec Free Mobile. De plus à part une des 2 antennes-relais d'Orange à Meslan, l'ensemble des antennes relais des 4 opérateurs sont à minima en UMTS (3G).

Le LTE (4G) est en cours de déploiement sur les antennes relais des opérateurs du secteur, en sachant que les opérateurs de téléphonie mobile doivent légalement terminer ce deploiement au plus tard en janvier 2027. Début janvier 2019, le déploiement de la 4G est presque terminé sur les antennes relais des 4 opérateurs et son état était le suivant : Bouygues Telecom avait 9 sur 10 en 4G, Free avait 7 sur 8 en 4G, SFR avait 9 sur 10 en 4G et Orange avait 7 sur 9 en 4G. Aucun des 4 opérateurs n'a déployé la 4G sur leurs antennes relais de Plouray. Afin de faciliter la réception le plus loin possible et à l'intérieur des habitations, les 3 opérateurs historiques (sans Free) ont choisi d'utiliser presque uniquement la bande des 800 Mhz pour la 4G, or seuls des téléphones (smartphones) ou modems (clé 4G) récents supportent cette bande de fréquence et peuvent donc se connecter en mode 4G à l'antenne relais en 4G de l'opérateur de téléphonie mobile. Pour Free Mobile, les fréquences utilisées en 4G sont les 1800 et 2600Mhz.

Concernant le LTE Advanced (4G+), cette technologie utilise l'agrégation de porteuses c'est-à-dire qu'il faut au moins 2 bandes de fréquences utilisables dans le sens descendant ou montant pour avoir plus de débit. Or en janvier 2019, seules quelques antennes relais ont 2 bandes de fréquences en 4G pouvant permettre l'utilisation de la 4G+ et dont l'état est le suivant : Bouygues Telecom a 2 sur 10, Free a 7 sur 8, SFR a 0 sur 10 et Orange a 0 sur 9.

Le territoire de Roi Morvan Communauté n'a aucune commune en zone blanche pour la téléphonie mobile d'après la dernière liste de février 2016 ou seule était présente la commune de Molac pour le Morbihan.Par contre les communes de Lignol et Persquen sont considérés en zone grise par les élus et les usagers,. Dans ce cas, si l'on peut se déplacer, il faut chercher un endroit plus haut ou plus dégagé, dans le cas contraire, l'utilisation d'une Femtocell raccordé à un Modem ADSL (alias box internet) peut être nécessaire, ou un répéteur/amplificateur de signal de téléphonie mobile.

## Santé
Le territoire a encore au moins un médecin dans la plupart des communes mais est touché aussi comme les autres zones rurales par la désertification médicale. La santé est considérée comme un axe important du développement du territoire dans les documents cadres du Pays Centre Ouest Bretagne auquel appartient Roi Morvan Communauté. Ces efforts ont permis de rajeunir le nombre de médecins généralistes entre 2007 et 2017 avec une augmentation des médecins de moins de 40 ans.Donc afin de fournir des soins médicaux à la population, le territoire a développé des maisons de santé. La maison de santé de Ploërdut a été la première créée et connait un succès important auprès de la population. Ces maisons qui facilitent le travail du personnel médical sont dans les communes de :
- Ploërdut (créé en 2012)[132],[133],[134]
- Gourin (créé en 2012) (la plus grande du Morbihan avec 19 professionnels de santé, dont quatre médecins généralistes)[135],[136]
- Guémené-sur-Scorff (créé en 2016)[137]
- Le Faouet (Le début de la construction du bâtiment était prévue en 2017[138],[139], mais finalement le début de la construction aura lieu en 2018, rue Saint-Fiacre, après un long débat sur le choix final du site[140],[141]. Début mai 2019, les fondations et les murs ont déjà été construits près du Musée du Faouët. L'ouverture était prévue fin octobre 2019[142]. À l'automne 2019, il était prévu de terminer en mars 2020 les travaux de la maison de santé du Faouët qui accueillera une quinzaine de professionnels de santé dont quatre médecins généralistes, hors médecin-intérimaire ou consultant-spécialiste assurant une permanence[143],[144]).

Le territoire dispose aussi de 2 hôpitaux publics de type "Hôpital local", :
- Hôpital Alfred Brard à Guémené-sur-Scorff
- Centre Hospitalier du Faouët. Il fusionnera avec les 3 hôpitaux publics de Lorient, Quimperlé, Port-Louis-Riantec le 01/01/2018 pour former un seul nouveau établissement de santé dans le cadre du Groupement hospitalier de territoire du territoire de santé no 3[147],[148].

(Note : La clinique Sainte Anne de Gourin qui avait une maternité et un Bloc opératoire a fermé définitivement en février 1993.Les archives de la clinique ont été transférées à l'hôpital de Carhaix où elles auraient été détruites par un dégât des eaux.)
et de 3 maisons de retraite de type Établissement d'hébergement pour personnes âgées dépendantes (EHPAD),:
- EHPAD du Faouët
- EHPAD Résidence MENEZ DU (public) à Gourin
- EHPAD Résidence du Midi à Plouray

et d'établissements pour la retraite :
- Foyer Logement Résidence Les Asphodèles au Faouët
- Résidence Ty Parc à Gourin
- Foyer-Logement Clair Logis à Guémené-sur-Scorff
- Domicile partagé Résidence Prad Déro à Guiscriff
- Domicile Partagé Ker Louhantec à Langonnet
- Domicile partagé Résidence Ty Samuel à Le Saint (fermé en novembre 2022)
- Domicile Partagé à Le Croisty
- Domicile partagé Résidence Kreiz Ar Vourh à Lignol
- MAPA Résidence de l'Argoat à Ploërdut
- Domicile partagé Résidence Ker Isole à Roudouallec

Autre structures médico-sociale :
- Guéméné-sur-Scorff : Maison d'accueil spécialisée (public)
- PLOURAY : Centre communal d'action sociale (public)

## Enseignement
Le territoire relève de l’Académie de Rennes. Les écoles sont gérées par l’inspection départementale de l’Éducation nationale du Morbihan.

### Préscolaire (crèches)
Afin de permettre aux parents d'enfants en bas âge de travailler, le territoire dispose de 6 crèches ou microcrèches dans chacun des anciens chefs-lieux de canton (Gourin, Guémené-sur-Scorff, Le Faouët) et le reste dans d'autres communes (Langonnet, Plouray, Ploerdut). Début mars 2020, il était prévu d'ouvrir une micro-crèche pour 10 enfants à Guiscriff début avril après la fin des travaux de finition du nouveau bâtiment et le recrutement du personnel de la micro-crèche,. Dans le cas où il n'y aurait pas de places en crèches ou que la crèche serait trop loin, le RPAM (Relais Parents Assistantes Maternelles) accompagne les parents dans leur recherche d’un mode d’accueil pour leur enfant (multi-accueil, liste actualisée des assistantes maternelles agrées disponibles…).

### Enseignement primaire
19 des 21 communes du territoire ont une école primaire publique (Kernascléden et Langoëlan n'en ont pas) et 9 des 21 communes ont en plus une école primaire privée catholique sous contrat (à Berné, Le Faouët, Gourin, Guiscriff, Guémené-sur-Scorff, Meslan, Plouray, Priziac, Roudouallec).

De plus, pour les parents qui ont des horaires de travail qui ne correspondent aux horaires dits de bureau 9h-17h, il existe des garderies (périscolaires) qui sont désormais appelées Accueil périscolaire pour garder les enfants après les heures de cours sur certaines communes du territoire.

### Enseignement secondaire

#### Collèges
- Faouët : Collège public Jean Corentin Carré[159] et Collège privé sous contrat Sainte-Barbe[160] (collège lassalien).
- Gourin : Collège public François René de Chateaubriand[161], Collège privé sous contrat Sainte Jeanne d'Arc[162], Lycée Saint Yves (4e et 3e Projet Professionnel)
- Guémené-sur-Scorff : Collège public Emile Mazé[163] et Collège privé sous contrat Sainte-Anne[164]
- Priziac : Collège privé sous contrat Saint-Michel[165]. Ce collège a un rythme scolaire spécifique qui privilégie la théorie le matin et les ateliers l'après-midi[166].

#### Lycées
Voir Liste des lycées de Roi Morvan Communauté 

Dans le cas où des cursus de formations souhaités par les lycéens n'existent pas sur le territoires communautaire, alors ils ont la possibilité de suivre des études dans les :
- lycées de Quimperlé en utilisant la ligne de cars TBK 1 (Quimperlé - Guiscriff) ou la ligne de cars TBK 8 (Quimperlé - Le Faouët)
- lycées de Lanester ou Lorient ou Ploemeur en utilisant la ligne de cars BreizhGo 15 (Gourin - Le Faouët - Plouay - Lorient)
- lycées de Pontivy en utilisant la ligne de cars BreizhGo 14 (Pontivy - Guémené/Scorff)

Dans le cas où le trajet serait trop long en car entre le domicile et le lycée choisie, certains lycées ont la possibilité d'héberger leurs lycéens en semaine en internat.

### Orientation scolaire et information sur les formations professionnelles
Le territoire possèdent des Points Information Jeunesse (PIJ), à Gourin, au Faouet, à Guémené-sur-Scorff, dont l'accès est libre et gratuit pour tous les publics. Ces points fournissent de l'information sur les métiers, les débouchés professionnels, pour trouver un stage, concevoir un projet professionnel, accéder à la formation, demander des aides à la recherche d'emploi et au logement, connaître ses droits, préparer un séjour à l'étranger, etc.,, 

Pour les Centre d'information et d'orientation (CIO), qui fournissent une documentation plus complète sur les métiers et l'assistance d'un conseiller d'orientation-psychologue, il n'y en a aucun sur le territoire et il faut donc se déplacer à Lorient ou Pontivy ou Quimperlé pour en trouver un.

### Niveau d'études des habitants
Diplôme le plus élevé de la population non scolarisée de 15 ans ou plus (Source INSEE - 2016) :
- d'aucun diplôme ou au plus d'un BEPC, brevet des collèges ou DNB : 36,3 %
- d'un CAP ou d'un BEP : 30,2 %
- d'un baccalauréat (général, technologique, professionnel) : 16,7 %
- d'un diplôme de l’enseignement supérieur : 16,9 %

Entre 2008 et 2013, le nombre de personnes sur le territoire ayant aucun diplôme ou au plus d'un BEPC, brevet des collèges ou DNB est passé de 48,5 à 42,2 %
celui ayant le Baccalauréat de 13,4 % à 15,8 % et celui ayant un diplôme de l'enseignement supérieur de 12,6 % à 14,6 %.

Si la tendance continue de manière identique, 20 % de la population aura le Baccalauréat vers 2022 et 20 % de la population aura un diplôme de l'enseignement supérieur vers 2027.
Sur les statistiques de 2016 par rapport à celles de 2013, on constate que le nombre de diplômés de l'enseignement supérieur (16,9 %) a dépassé légèrement celui de ceux ayant uniquement un baccalauréat (16,7 %). On constate que les personnes scolarisées intègrent la nécessité d'avoir au moins un diplôme de niveau bac+2 comme un BTS ou un DUT pour être moins au chômage et accéder plus facilement au CDI (Contrat à Durée Indéterminée) leur permettant d'avoir une vie plus stable et moins précaire,,. Ce choix d'obtenir un diplôme de niveau bac+2 pour obtenir une meilleure insertion professionnelle peut être judicieux sous réserves de choisir une bonne spécialité d'un diplôme (voire en plus la bonne option dans une spécialité),. De plus les employeurs s'attendent à ce que la personne recrutée soit opérationnelle immédiatement.

## Culture et loisirs

### Musées
Plusieurs musées se trouvent sur le territoire de la communauté de communes :
- Musée du Faouët (label Musée de France) (dessins, peintures, gravures et sculptures, témoignant de la vie quotidienne au Faouët de 1845 à 1945)[178]
- Musée de l’abeille vivante et la cité des fourmis au Faouët[179],[180]
- Musée des Bains de la Reine à Guémené-sur-Scorff[181]
- Musée d'Art africain (Afrique sub-saharienne) à l'Abbaye Notre-Dame de Langonnet[182]
- La Maison de la Chauve-Souris à Kernascléden[183],[184]
- Musée de géologie et atelier des vieux outils à Gourin[185],[186]
- Musée de la gare de Guiscriff[187],[188]
- Exposition sur l'émigration bretonne, de 1880 à 1970, en Amérique du Nord (aux États-Unis : ville de New York et état du New Jersey et au Canada), au château de Tronjoly à Gourin (ouvert en juillet et aout)[189],[190]. Une Statue de la Liberté en bronze de presque 3 mètres de haut, copie miniature de celle de New-York et copie de la statue de 1889 au Jardin du Luxembourg (à Paris), créée par Auguste Bartholdi, dont l'installation était prévue au début du printemps de l'année 2020[191],[192],[193], a finalement été installée le 24 juin 2020 sur la place de la victoire à Gourin (à côté de la mairie)[194],[195],[196].

### Cinémas
Le territoire possède trois cinémas dans chacun des anciens chefs-lieux des anciens cantons:
- Cinéma Ellé au Faouët[198]
- Cinéma Jeanne-d'Arc à Gourin[199]
- Ciné Roch à Guémené-sur-Scorff[200]

### Bibliothèques / Médiathèques / Espace public numérique (Point Cyber)
18 des 21 communes du territoire ont une Bibliothèque publique (livres) ou une Médiathèque publique (livres + CD audio et DVD vidéo) (les communes de Le Saint, Locmalo, Saint Caradec-Tregomel n'en ont pas). Certaines de ces bibliothèques sont tenues par des bénévoles et ne sont donc ouvertes que certains jours dans la semaine, mais elles sont toutes ouvertes le samedi. Une partie des bibliothèques se trouvent dans ou à côté des mairies dans certaines communes.

Dans chaque commune du territoire, à la mairie ou à la bibliothèque publique ou à la médiathèque suivant les communes, il y a un Espace public numérique (Point Cyber) avec au moins un micro-ordinateur en accès libre (plusieurs micro-ordinateur dans certaines communes). Ces micro-ordinateur sont équipés pour la Bureautique (Suite bureautique et Navigateur web) et possèdent un accès à Internet. Il y a aussi une imprimante pour des impressions ponctuelles. Dans 13 des 21 communes du territoire, une fois par semaine au moins, il y a un animateur pour vous former ou vous aider sur ces outils informatiques (logiciels),.

### Activités culturelles
- Musique sur divers instruments à l'École de musique du pays du roi Morvan au Faouët pour la totalité des cours et certains cours sont données aussi à Gourin et Guémené-sur-Scorff[204].

Cours de Chant et sur les différents instruments de musique : Accordéon chromatique, Accordéon diatonique, batterie, Biniou kozh, Bombarde, Flûte traversière, Guitare (Guitare classique, Guitare électrique, Guitare folk), Harpe, Piano, Saxophone, Trompette, Violon.
- Une Ludothèque itinérante se déplace sur les communes avec un «ludo-bus»[206].
- Il existe des cours sur et/ou des clubs d'Arts plastiques, de Sculpture, de Modelage, d'Artisanat d'art, de Loisir créatif, de Photographie, de Jeu de société, de Philatélie, de Danse, de Théâtre dans certaines communes du territoire[207].
- Des clubs d'informatique à Lanvénégen[208] et Guiscriff[209]

### Activités sportives
- Football sur le terrain de foot existant dans presque chaque commune du territoire.
- Gymnastique au Faouët, à Guémené-sur-Scorff et à Gourin[210],[211],[212]
- Handball en intérieur dans la Salle Multisports du Faouët ou en extérieur au Complexe sportif de Gourin[213],[211].
- Tennis en intérieur dans la Salle Multisports du Faouët ou en extérieur au Complexe sportif de Gourin et de Guémené-sur-Scorff[213],[211],[212].
- Tennis de table et Futsal dans la Salle Multisports du Faouët[213].
- Parc de skateboard et Basket-ball en extérieur au Complexe sportif de Gourin[213],[211].
- Natation aux piscines de Gourin (non couverte) et Le Faouët (couverte et chauffée)[214],[215]
- Judo à la salle de Judo de Gourin et à Guémené-sur-Scorff[211],[212].
- Nautisme (voile, barque, canoe-kayak, planche à voile) à la base nautique de Roi Morvan Communauté sur le lac de 50 ha de Priziac[216],[217].
- Une salle de fitness TY Fitness à Guémené-sur-Scorff[212].

### Autres loisirs
- Randonnée (à pied, vélo ou Vélo tout terrain (VTT)) parmi l'un des plusieurs dizaines de circuits du territoire[218].

### Médias

#### Radios
- le siège social de la chaine de radio "Radio Montagnes Noires" alias RMN est basé à Gourin[219],[220].

## Cultes
- Culte catholique : Chaque commune du territoire a habituellement une église dans le bourg (Liste des églises du Morbihan) et une chapelle ou un oratoire dans chaque quartier.
- Culte bouddhique : Une communauté religieuse du bouddhisme tibétain (école Drukpa) a des locaux (dont un Stūpa et un grand Moulin à prières) à Plouray. Celle-ci a été visitée par le Dalai Lama en 2008[221],[222],[223],[224].

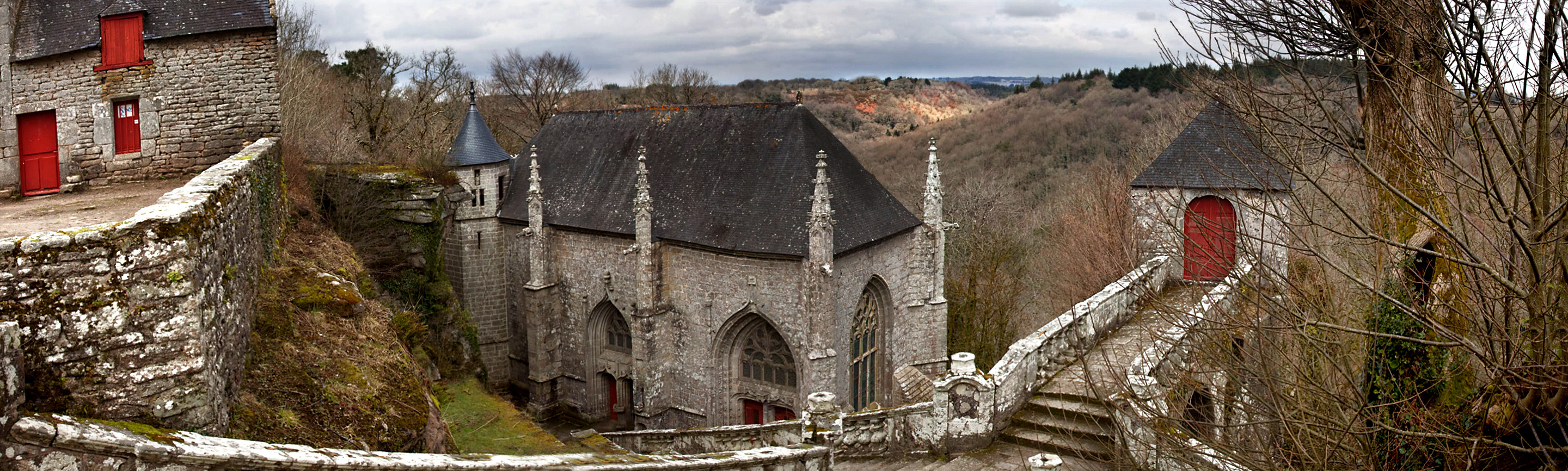
Vue d'ensemble panoramique de la chapelle Sainte Barbe, sur la commune du Faouët dans le Morbihan.
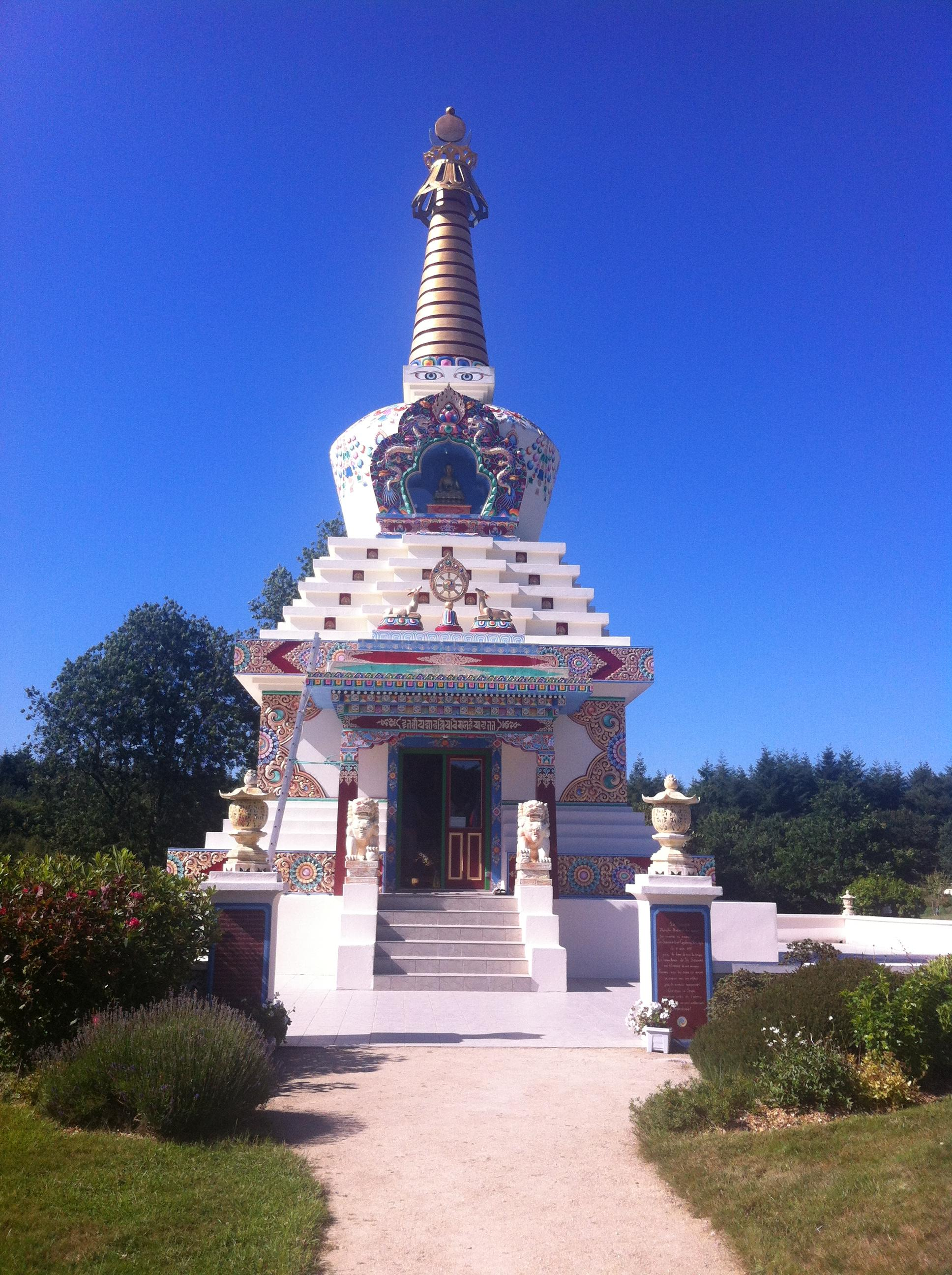
Stūpa de la congrégation bouddhiste Pel Drukpay Tcheutsok situé à Plouray dans le Morbihan.

## Rôles
La communauté de communes du pays du roi Morvan a pour objet d'associer les communes membres au sein d'un espace de solidarité en vue de l'élaboration d'un projet commun de développement et d'aménagement de l'espace.
La communauté de communes du pays du roi Morvan s'occupe, d'après les statuts de 2016, de:
Quatre compétences obligatoires :
- Aménagement de l’espace communautaire
- Actions de développement économique
- Aménagement, entretien et gestion des aires d'accueil des gens du voyage (ajout dans les statuts de 2016)
- Collecte et traitement des déchets des ménages et déchets assimilés

Cinq compétences optionnelles :
- Protection et mise en valeur de l'environnement et soutien aux actions de maitrise de la demande d'énergie (ajout dans les statuts de 2016)
- Politique du logement et du cadre de vie (passage de facultative à optionnelle dans les statuts de 2016)
- Construction, entretien et fonctionnement d'équipements sportifs d'intérêt communautaire (passage de facultative à optionnelle dans les statuts de 2016)
- Action sociale d’intérêt communautaire (passage de facultative à optionnelle dans les statuts de 2016)
- Service Public d’Assainissement Non Collectif (SPANC) pour le contrôle des installations nouvelles, réhabilitées et existantes (passage de facultative à optionnelle dans les statuts de 2016)

Sept compétences facultatives :
- Politique communautaire à destination des enfants et des jeunes
- Politique touristique
- Politique culturelle
- Agriculture
- Le transport communautaire
- Nouvelles technologies
- La formation (ajout dans statuts de 2016)

Depuis 2016,
- Les actions de la partie Politique environnementale ont été mises dans Protection et mise en valeur de l'environnement et le SPANC
- Service à la population (pour la piscine) est devenu fonctionnement d'équipements sportifs
- Les actions de Politique du logement social d’intérêt communautaire en faveur du logement des personnes défavorisées ont été mises dans Politique du logement et du cadre de vie

## Intercommunalités
La CCPRM fait aussi partie du Pays Centre Ouest Bretagne (COB).